# 1435年
| 千纪： | 2千纪 |
| 世纪： | 14世纪 \| 15世纪 \| 16世纪                                                                                 |
| 年代： | 1400年代 \| 1410年代 \| 1420年代 \| 1430年代 \| 1440年代 \| 1450年代 \| 1460年代                           |
| 年份： | 1430年 \| 1431年 \| 1432年 \| 1433年 \| 1434年 \| 1435年 \| 1436年 \| 1437年 \| 1438年 \| 1439年 \| 1440年 |
| 纪年： | 乙卯年（兔年）；明宣德十年；越南紹平二年；日本永享七年                                                     |

## 大事记
- 1月31日——明宣宗朱瞻基長子朱祁鎮登基，是為明英宗，改次年為正統元年。
- 5月9日——傑布華戰役，百年戰爭戰役之一，由法軍獲勝。
- 9月5日——英國、法國以及勃艮地公國召開阿拉斯會議。
- 9月21日——阿拉斯會議達成最終結論，查理七世承諾將皮卡第割讓給勃艮第公國，菲利普三世承認其宗主權，並放棄了與英國的同盟關係。法蘭西內戰結束。
- 葡萄牙航海家吉爾·埃阿尼什與阿方索·貢薩爾維斯·巴爾達亞，成為最先航行到北回歸線以南地區的歐洲人。

## 逝世
- 明宣宗朱瞻基(生於1399年)